# Mount Vernon (Illinois)
Mount Vernon je grad u američkoj saveznoj državi Ilinois. Prema popisu stanovništva iz 2010. u njemu je živjelo 15.277 stanovnika.